# Олёкмо-Чарское плоскогорье
Олёкмо-Ча́рское плоского́рье — плоскогорье в Якутии, Забайкальском крае и Иркутской области России, в междуречье Олёкмы и её левого притока Чары.
Максимальная протяжённость плоскогорья с севера на юг составляет 90 км, ширина — от 10 до 50 км. Преобладающие высоты составляют 1000—1200 м, максимальная — 1693 м (на водоразделе рек Конда и Токко). Олёкмо-Чарское плоскогорье расчленено густой сетью глубоких долин. Вершины платообразны. Плоскогорье сложено в северной части нижнепалеозойскими известняками, в южной — докембрийскими метаморфическими сланцами, местами прорванными гранитами.
В некоторых местах плоскогорья сохранились следы древнего оледенения. Основные ландшафты — горная тайга, предгольцовое редколесье и гольцы. На склонах растут лиственничные леса, вершины покрыты зарослями кедрового стланика и горно-тундровой растительностью.